# 하노버주 (1946년)

영국 군정 관리지역 내에 있던 하노버 주

하노버주(독일어: Land Hannover)는 제2차 세계 대전 종전 후 독일 북서부에 새로 생긴 주이다. 독일이 패전하자 영국이 이 지역을 관리하면서, 과거 프로이센 자유주의 하위 지방이었던 하노버 주를 분리시켜 1946년 하나의 독립된 주로 만들었다. 이는 하노버가 프로이센에 병합되기 전, 독립된 왕국이었음을 반영한 것이다.
그러나 독립된 하노버 주는 같은 해인 1946년 다시 행정 구역이 변동됨으로써 1년도 안 되어 소멸한다. 이 주는 다른 여러 주들과 합쳐져서 니더작센주가 되었다. 니더작센 주의 지방이 된 하노버는 연방주의 주도가 된다.

## 역사
제2차 세계 대전 이후 영국이 이 지역을 신탁통치하게 되었다. 영국 군정은 1946년 8월 23일의 법령 46호를 통하여 영국 군정 관할 지역 내에 있는 기존의 프로이센 주를 해체하고 보다 작은 여러 개의 독립된 주로 재창설하기로 결정했다. 하노버 주도 이 때 분리되어 독립된 주가 되었다. 초대 주총리로 힌리히 빌헬름 코프(Hinrich Wilhelm Kopf)가 취임했다.
그러나 1946년 11월 1일 영국 군정은 하노버 주와 올덴부르크 주, 샤움부르크리페 주, 브라운슈바이크 주를 통합해 니더작센주를 창설한다. 이 결정은 각 주 총리들의 뜻이 반영된 것이었다. 코프 주총리도 니더작센 주의 창설을 위한 논의에 참여했다. 이로써 하노버 주는 폐지되었다.

## 지리
하노버 주의 영역은 옛 하노버 왕국의 영역과 거의 일치했다. 이는 현재의 니더작센주의 대부분을 차지한다. 하노버 왕국의 영역 가운데, 영국의 관할지역이 아니었던 부분(소련의 관할지역)은 제외되었다.

## 같이 보기
- 하노버
- 니더작센주